# Rote Liste gefährdeter Korallen Japans
Die Rote Liste gefährdeter Korallen Japans wurde erstmals 2017 vom Japanischen Umweltministerium veröffentlicht. Sie ist Teil der Roten Liste gefährdeter Meereslebewesen Japans. Andere Listen wurden zu den Kategorien Fische, Krebstiere, Weichtiere und andere Wirbellose veröffentlicht.

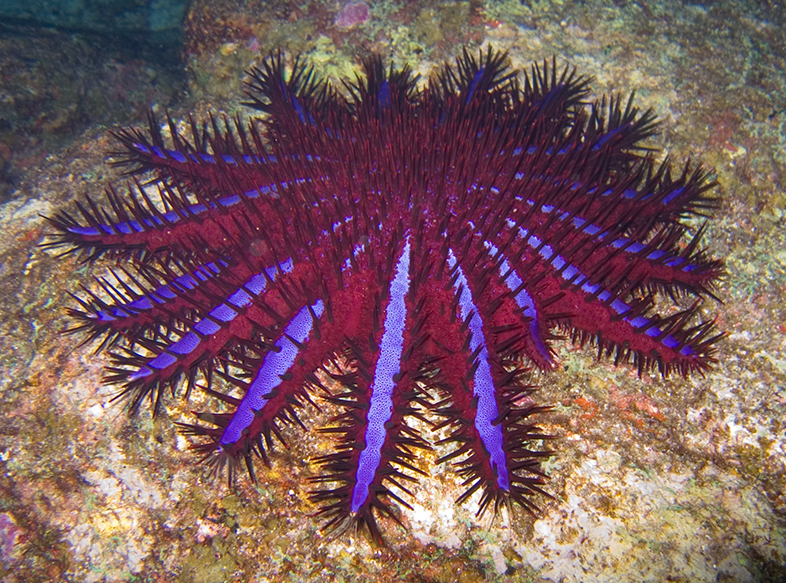
Dornenkronenseestern – eine Bedrohung für Korallenriffe

Die Korallen sind vor allem von der durch steigende Wassertemperaturen hervorgerufenen Korallenbleiche bedroht. Darüber hinaus ist der Steinkorallen fressende Dornenkronenseestern (Acanthaster planci) eine Gefahr. Ein einzelner solcher Seestern frisst mehrere Quadratmeter Korallen pro Jahr.

## Ausgestorben (EX)
- Boninastrea boninensis (jap. オガサワラサンゴ Ogasawara-Sango)

## Stark gefährdet (EN)
- Euphyllia paraglabrescens (jap. ハナサンゴモドキ Hana-Sango-Modoki)

## Gefährdet (VU)

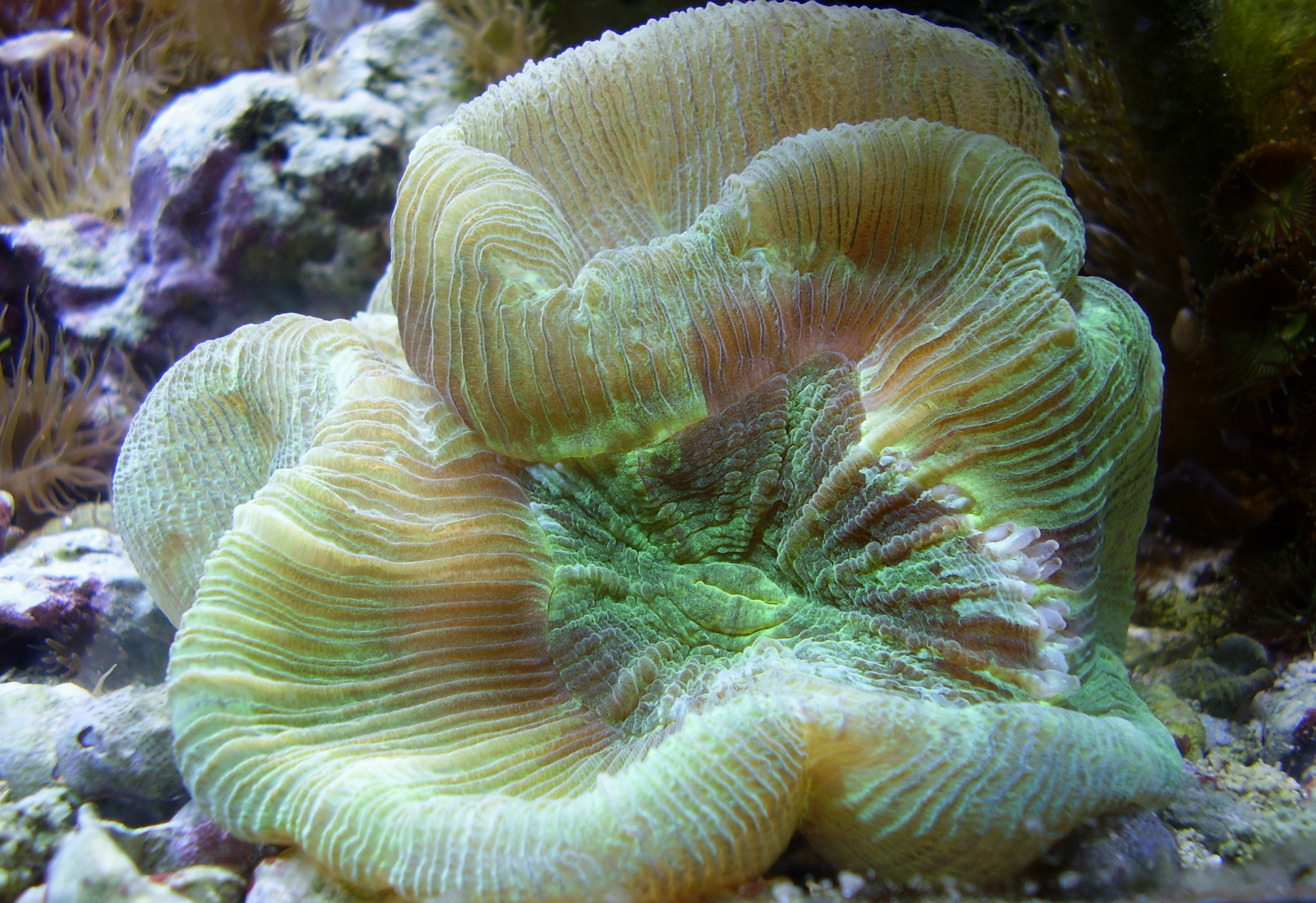
Trachyphyllia geoffroyi

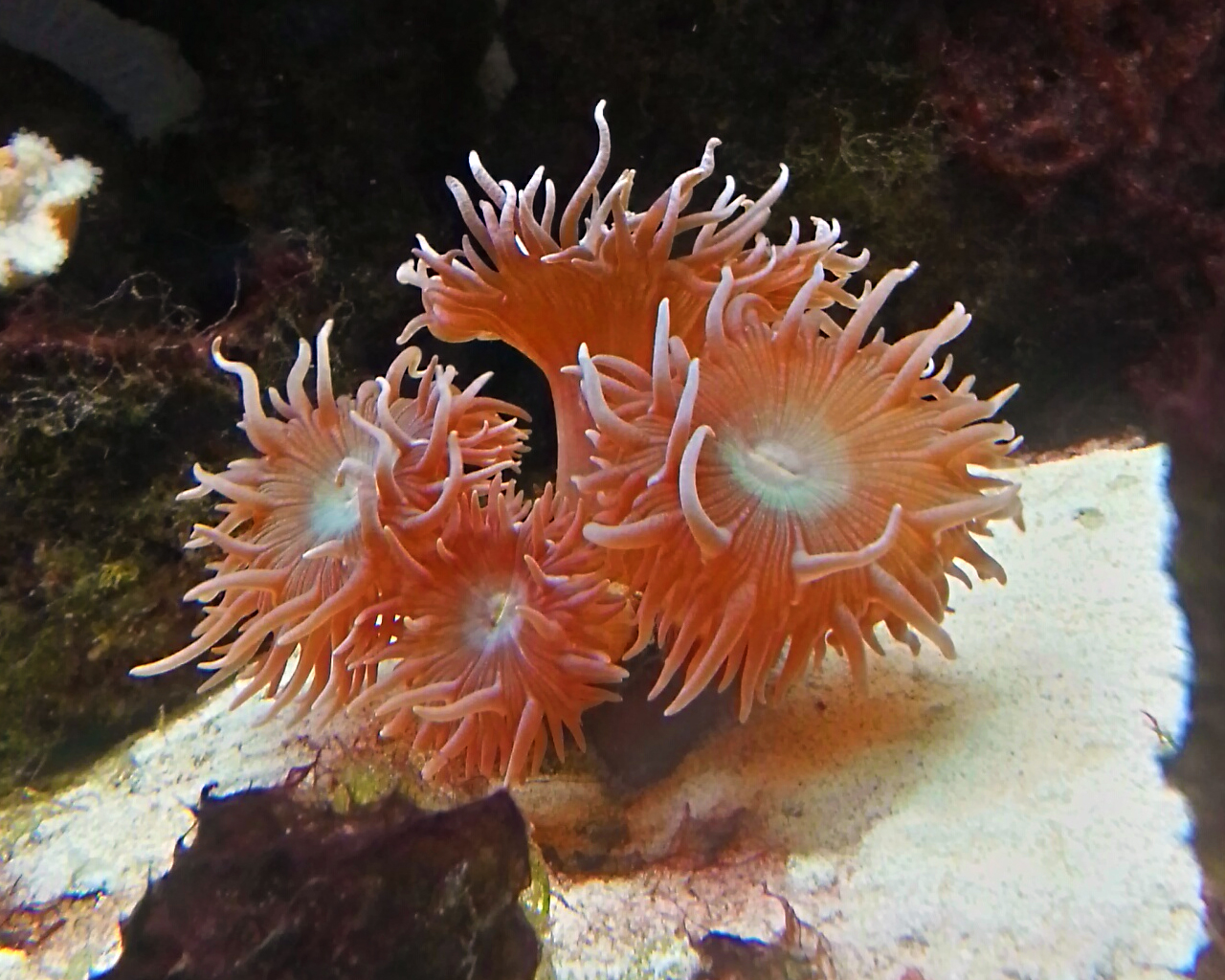
Catalaphyllia jardinei

- Acropora pruinosa (jap. エダミドリイシ Edamidori-Ishi)
- Porites okinawensis (jap. オキナワハマサンゴ Okinawa-Hama-Sango)
- Leptoseris amitoriensis (jap. アミトリセンベイサンゴ Amitorisenbei-Sango)
- Trachyphyllia geoffroyi (jap. ヒユサンゴ Hyu-Sango)
- Catalaphyllia jardinei (jap. オオナガレハナサンゴ Oonagarehana-Sango)[2]

## Potentiell gefährdet (NT)

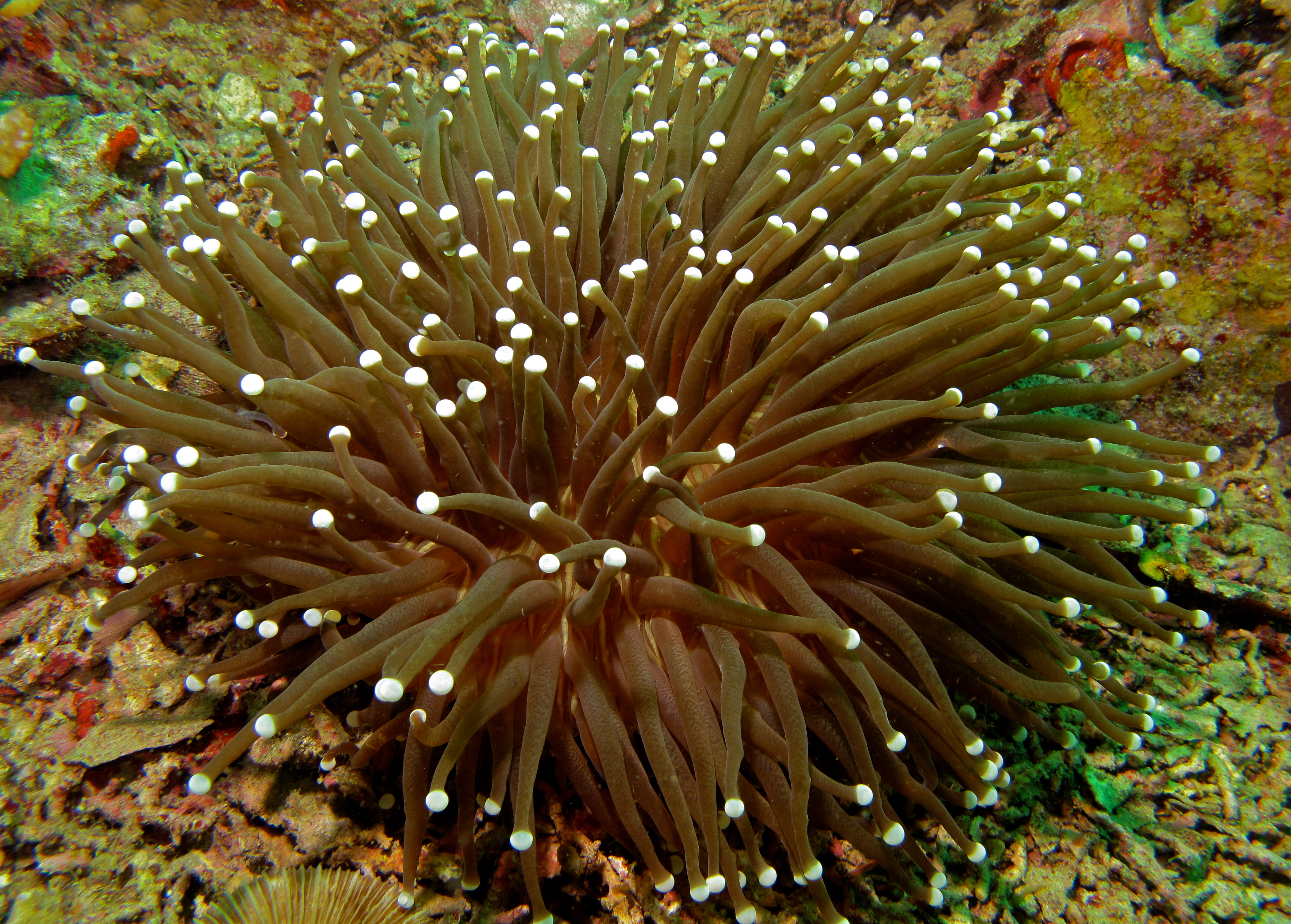
Anemonen-Pilzkoralle (Heliofungia actiniformis)

- Acropora echinata (jap. トゲヅツミドリイシ Togezutsu-Midori-Ishi)
- Acropora grandis (jap. クロマツミドリイシ Kuromatsu-Midori-Ishi)
- Alveopora japonica (jap. ニホンアワサンゴ Nihon-Awa-Sango)
- Stylaraea punctata (jap. ヒメサンゴ Hime-Sango)
- Cycloseris hexagonalis (jap. ムツカドマンジュウイシ Mutsukadomanjuu-Ishi)
- Anemonen-Pilzkoralle (Heliofungia actiniformis, jap. パラオクサビライシ Paraokusabira-Ishi)
- Galaxea horrescens (jap. エダアザミサンゴ Edaazami-Sango)

## Unzureichende Datengrundlage (DD)
- Rhizotrochus typus (jap. ウチウラタコアシサンゴ Uchiuratakoashi-Sango)